# Аргос (аргонавт)
А́ргос (Арг или Аргей, др.-греч.  Ἄργος) — персонаж древнегреческой мифологии. Сын Арестора, по Аполлонию (либо сын Полиба и Аргии, аргосец; либо сын Даная). Аргонавт. Строитель корабля Арго с помощью Афины. По его имени назван корабль. Либо сын Ясона, возлюбленный Геракла, из-за которого Геракл построил Арго на горе Оссе. Участник погребальных игр по Пелию, состязался в беге.
Мастер Аргос также изготовил ксоан Геры из грушевого дерева в Тиринфе.

## Арг (сын Фрикса)
По другой версии, аргонавт Аргос (Арг) был сыном Фрикса и Халкиопы. Либо Аргос присоединился к остальным уже в ходе плавания. Четыре сына Фрикса сели на плот и отправились к Афаманту, потерпели крушение, и на острове Дии их подобрал Ясон и доставил к Халкиопе. Либо встречает аргонавтов в Колхиде. Его жена Перимела, сын Магнет.